# Ерік Момбартс
Ерік Момбартс (фр. Erick Mombaerts, нар. 21 квітня 1955, Шантекок) — французький футболіст, що грав на позиції півзахисника. По завершенні ігрової кар'єри — тренер.

## Ігрова кар'єра
У дорослому футболі грав протягом 1975–1984 років на рівні третього і другого французьких дивізіонів за команди «Не-ле-Мін» і «Монлюсон».

## Кар'єра тренера
Розпочав тренерську кар'єру невдовзі по завершенні кар'єри гравця, 1986 року, очоливши тренерський штаб команди «Парі Сен-Жермен-2», а вже за рік замінив Жерара Ульє на посаді головного тренера основної команди ПСЖ. 1988 року Ульє повернувся до паризького клубу, і Момбартса перевели на роботу з молодіжною командою.
Згодом у 1989–1990 роках тренував «Генгам», після чого перейшов до клубної системи «Канна», де спочатку був асистентом головного тренера, а згодом очолював його тренерський штаб.
Протягом 1999–2008 років працював у структурі «Тулузи», де тренував команду дублерів, молодіжну команду, а з 2001 року був головним тренером основної команди.
2007 року, ще працюючи з «Тулузою», прийняв пропозицію Французької футбольної федерації паралельно зайнятися підготовкою гравців юнацької збірної Франції U-18. У подальшому протягом 2008–2012 років зосередився на тренуванні молодіжної команди Франції.
Наприкінці 2012 року повернувся до роботи на клубному рівні, тренував протягом двох років «Гавр». Згодом працював за кордоном, з 2015 і по 2018 рік очолював тренерський штаб японського «Йокогама Ф. Марінос», а у 2019–2020 роках керував австралійським «Мельбурн Сіті».
Наразі останнім місцем тренерської роботи був «Труа», де Ерік Момбартс виконував обов'язки головного тренера протягом 2021–2022 років.